# Aglaia foveolata
Aglaia foveolata là một loài thực vật thuộc họ Meliaceae. Loài này có ở Brunei, Indonesia, và Malaysia.